# Orestias parinacotensis
Orestias parinacotensis é uma espécie de peixe da família Cyprinodontidae.
É endémica do Chile.